# Derry City Football Club
El Derry City Football Club es un club de fútbol de Irlanda del Norte, con sede en Derry. A pesar de proceder de una ciudad de Irlanda del Norte, el club compite en la Premier Division de Irlanda por motivos de seguridad derivados de los Troubles. Cuando disputa competiciones internacionales, también lo hace representando a Irlanda. El club juega sus partidos en el estadio de Brandywell y la equipación está compuesta por una camiseta a rayas rojas y blancas, de donde proviene su apodo de los Candystripes. El equipo también es conocido como The Red and White Army (el ejército rojiblanco, en inglés).
El club fue fundado en 1928, e inicialmente jugó en la Liga de Irlanda del Norte, ganando el título en la temporada 1964-1965. En 1971, debido a los problemas de inseguridad generados por los enfrentamientos entre católicos y protestantes, los partidos no pudieron ser jugados en Brandywell. El equipo pasó a jugar sus partidos a 30 millas de distancia en Coleraine. Al año siguiente las fuerzas de seguridad no permitieron volver a jugar partidos en Brandywell, lo que junto a la insistencia de la Liga de Irlanda del Norte sobre lo insostenible de la situación, llevó al club a abandonar la liga. Tras 13 años tan sólo con categorías inferiores, el club se unió a la First División de la Liga irlandesa en la temporada 1984-1985. Tras lograr el título ascendieron a la Premier Division donde permanecen hasta hoy en día. Desde entonces el club ha logrado los títulos de liga en las temporadas 1988-1989 y 1996-1997.

## Historia

### Fundación y Liga Irlandesa
Fundado en 1928, el club decidió usar el nombre de Derry, manteniendo así el nombre del hasta entonces equipo más importante de la ciudad (el Derry Celtic F.C.) lo que le facilitaría obtener un mayor número de seguidores.
El Derry City se incorporó a la Liga de Irlanda del Norte en 1929, y la corporación municipal le dio permiso para utilizar el campo de Brandywell. El primer éxito significativo llegó en 1935 con la victoria en la City Cup. Este éxito se repetiría en 1937, pero desde ese año hasta 1949 no se lograría ningún nuevo título, cuando el club logró la victoria en la Copa de Irlanda del Norte al vencer al Glentoran. Este título se volvería a lograr en 1954 otra vez frente al Glentoran y en 1964, año en el que además se logró la Golden Cup, lo que permitió al club disputar por primera vez una competición europea. El debut se produjo en la Recopa de la temporada 1964-1965, y el Derry fue eliminado en primera ronda por el Steaua de Bucarest por un marcador global de 5-0. Ese mismo año logró el título de Liga, lo que le clasificó para la Copa de Europa del año siguiente. En esa Copa de Europa se convirtió en el primer equipo irlandés en ganar una eliminatoria a doble vuelta al imponerse al FK Lyn por un marcador global de 8-6. La segunda ronda no pudo ser completada dado que la Federación de fútbol de Irlanda del Norte declaró que el campo de Brandywell no cumplía con las especificaciones necesarias para el seguro desarrollo de la eliminatoria. Este hecho indignó al club, tanto en cuanto la eliminatoria anterior si se había podido jugar, por lo que alegó que dicha decisión se había tomado por motivos sectarios dado que el equipo jugaba en una ciudad de tendencia unionista mientras que la mayor parte de sus seguidores eran nacionalistas irlandeses. Desde ese momento las relaciones entre la federación y el club quedaron seriamente dañadas.
Durante los primeros 40 años de vida del club no hubo enfrentamientos sectarios significativos en los partidos, pero en el año 1969 la Asociación por los Derechos Civiles de Irlanda del Norte comenzó una campaña contra el gobierno que derivó en un enfrentamiento que se ha prolongado durante 30 años, entre nacionalistas y unionistas. A pesar del complicado clima político y social el Derry aún alcanzaría la final de la Copa de Irlanda del Norte de 1971 donde caería derrotado frente al Lisburn Distillery F.C. por 3-0. Como la zona que rodea el estadio de Brandywell es de mayoría nacionalista, muchos equipos con seguidores mayoritariamente unionistas se negaron a jugar en dicho campo. Además la Real Policía del Úlster declaró la zona como insegura, lo que junto con la imposibilidad de disponer de otro campo en las cercanías, obligó al club a jugar la mayor parte de sus partidos en Coleraine (de mayoría unionista) a 30 millas de Derry. Esta situación duró desde septiembre de 1971 a octubre de 1972, cuando debido a la dificultad de los seguidores de desplazarse hasta Coleraine y la consiguiente reducción en los ingresos, el Derry solicitó formalmente volver a jugar en Brandywell. La policía volvió a declarar el estadio como sumamente inseguro y la solicitud del club fue denegada. Finalmente el viernes 13 de octubre de 1972 el Derry abandonó la Liga de Irlanda del Norte.
Durante 13 años el club se mantuvo tan sólo con equipos de categorías inferiores, jugando en ligas locales. Durante este periodo el club intentó en varias ocasiones ser readmitido manteniendo Brandywell como su estadio, pero siempre fue rechazado. La sensación de que el rechazo era motivado por causas sectarias caló hondo en la directiva que orientó sus esfuerzos en otra dirección.

### Admisión en la Liga de Irlanda
El Derry se unió a la Liga Irlandesa en 1985, con el estadio de Brandywell como escenario de sus partidos como local. Esta anexión requirió un permiso especial de la Federación de Fútbol de Irlanda del Norte y de la FIFA. Por fin en 1985 el club fue incluido en la First Division (equivalente a la segunda división), uniéndose a la misma como equipo semi-profesional. El estadio de Brandywell quedaba incluido dentro del área conocida como "Free Derry" lo que hizo que el equipo se identificara aún más con el espíritu nacionalista irlandés.
El primer partido del Derry en este nuevo periodo se disputó el 8 de septiembre en Brandywell y concluyó con la victoria del Derry frente al Home Farm de Dublín por 3-1, este partido formaba parte de la Copa de Irlanda. El regreso del fútbol sénior a Derry atrajo a grandes multitudes. A finales de esta primera temporada el club ganó la First División Shield al vencer por un marcador global de 6-1 al Longford Town FC.. La temporada siguiente (1986-1987) el Derry ganó la First Division lo que le permitió ascender a la Premier Division, donde permanece desde entonces.
En 1988 el equipo alcanzó la final de la FAI Cup (Copa de Irlanda) pero perdió frente al Dundalk F.C.. Al año siguiente (1988-1989) el club recibió un fuerte impulso financiero por parte de Jim McLaughlin lo que le permitió abandonar su estatus de semiprofesional y alcanzar en ese mismo año los títulos de Liga, Copa y Copa de la Liga. En la temporada 1989-1990 hizo su debut en la Copa de Europa enfrentándose en primera ronda al Benfica.

### Desde principios de los años 1990 a la actualidad

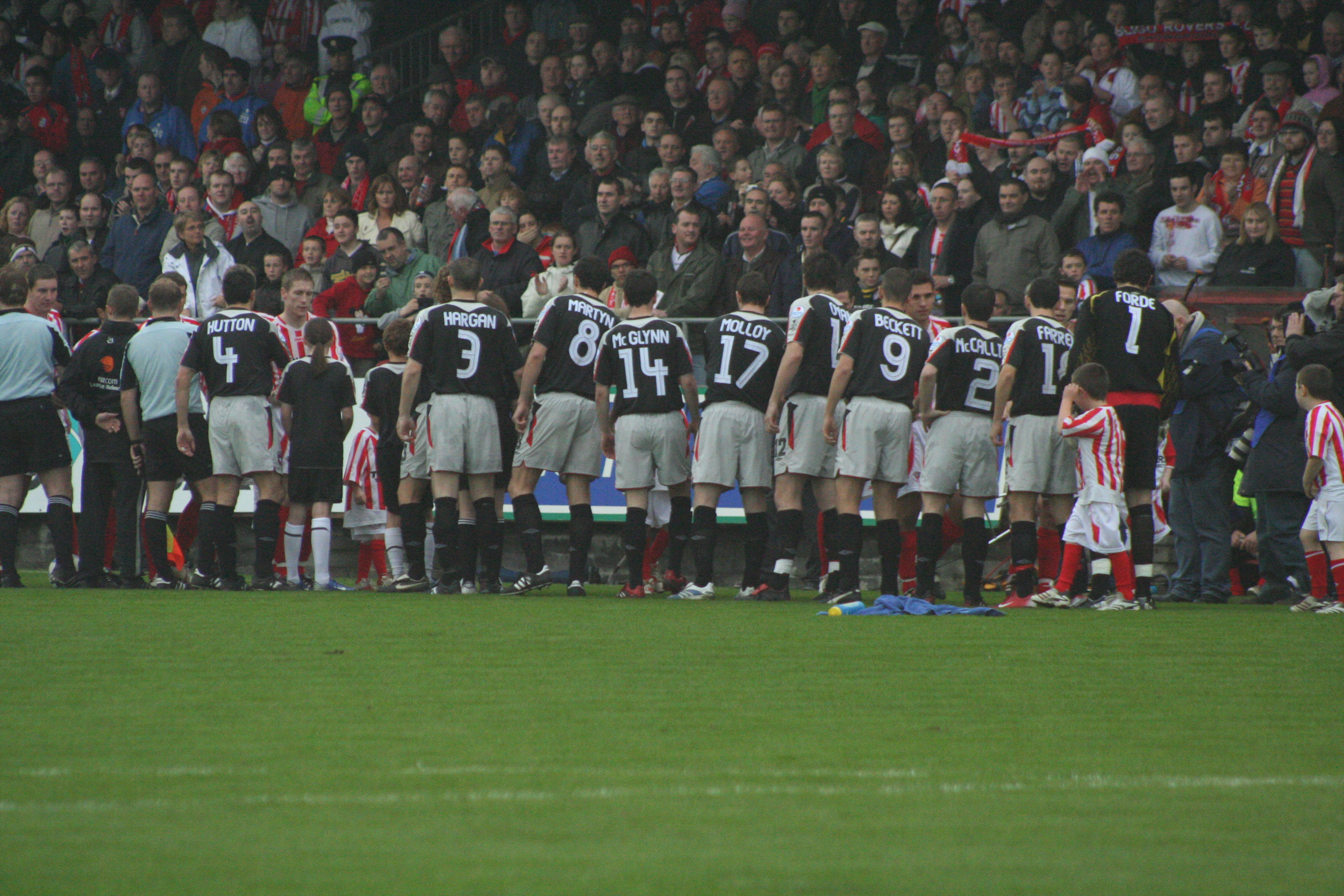
El Derry City ante el Sligo Rovers en la semifinal de la Copa de Irlanda del 2006 en el Showgrounds, en Sligo el 29 de octubre.

Desde 1989, el Derry ha logrado el título de la Liga Irlandesa de Fútbol en una ocasión, en la temporada 1996-97, y ha sido subcampeón en otras tres ocasiones. Además ha añadido a su palmarés cinco FAI Cup en los años 1989, 1995, 2002, 2006 y 2012 alcanzando la final en los años 1997 y 2008. En lo referente a la Copa de la Liga ha logrado un total de 10 títulos. Sin embargo a pesar de los éxitos deportivos el club ha pasado por serios problemas financieros que lo llevaron al borde de la bancarrota en el año 2000. Esto motivó una serie de respuestas populares encaminadas a la obtención de ingresos para salvar al club, personajes célebres de la ciudad también colaboraron con la causa. El Derry Football Club disputó partidos para recaudar fondos frente a equipos como el Celtic de Glasgow, Manchester United, FC Barcelona y Real Madrid. Estos partidos y el apoyo popular permitieron al club salir de la quiebra económica, pero en el año 2003 el club estuvo a punto de perder la categoría al finalizar en novena posición la Liga y tener que disputar una eliminatoria a doble encuentro frente al Finn Harps de Donegal. El Derry venció por un total de 2-1 tras un segundo partido disputado en Brandywell en el que hubo que jugar prórroga.

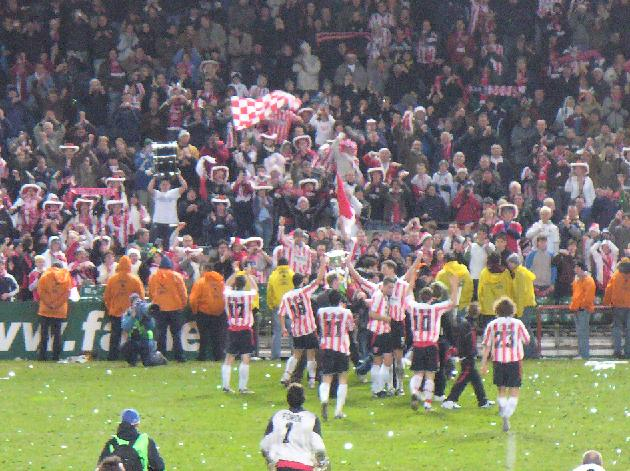
El Derry City celebra tras ganar la Copa de Irlanda en 2006.

Con los recursos económicos asegurados el club experimentó una fuerte mejora en el plano deportivo que hizo que el equipo finalizara en segunda posición la Liga de 2005. Así mismo su victoria en la Copa de la Liga de ese mismo año le clasificó para disputar la Setanta Cup, torneo que enfrenta a equipos de toda la isla (Irlanda del Norte e Irlanda), en 2006.
El club participó en las rondas preliminares de la Copa de la UEFA 2006-07, venciendo al IFK Göteborg y al Gretna F.C. lo que le permitió clasificarse para la primera ronda del torneo donde se enfrentó al Paris Saint-Germain. Tras empatar a 0 en casa, el Derry fue derrotado en París por 2-0.

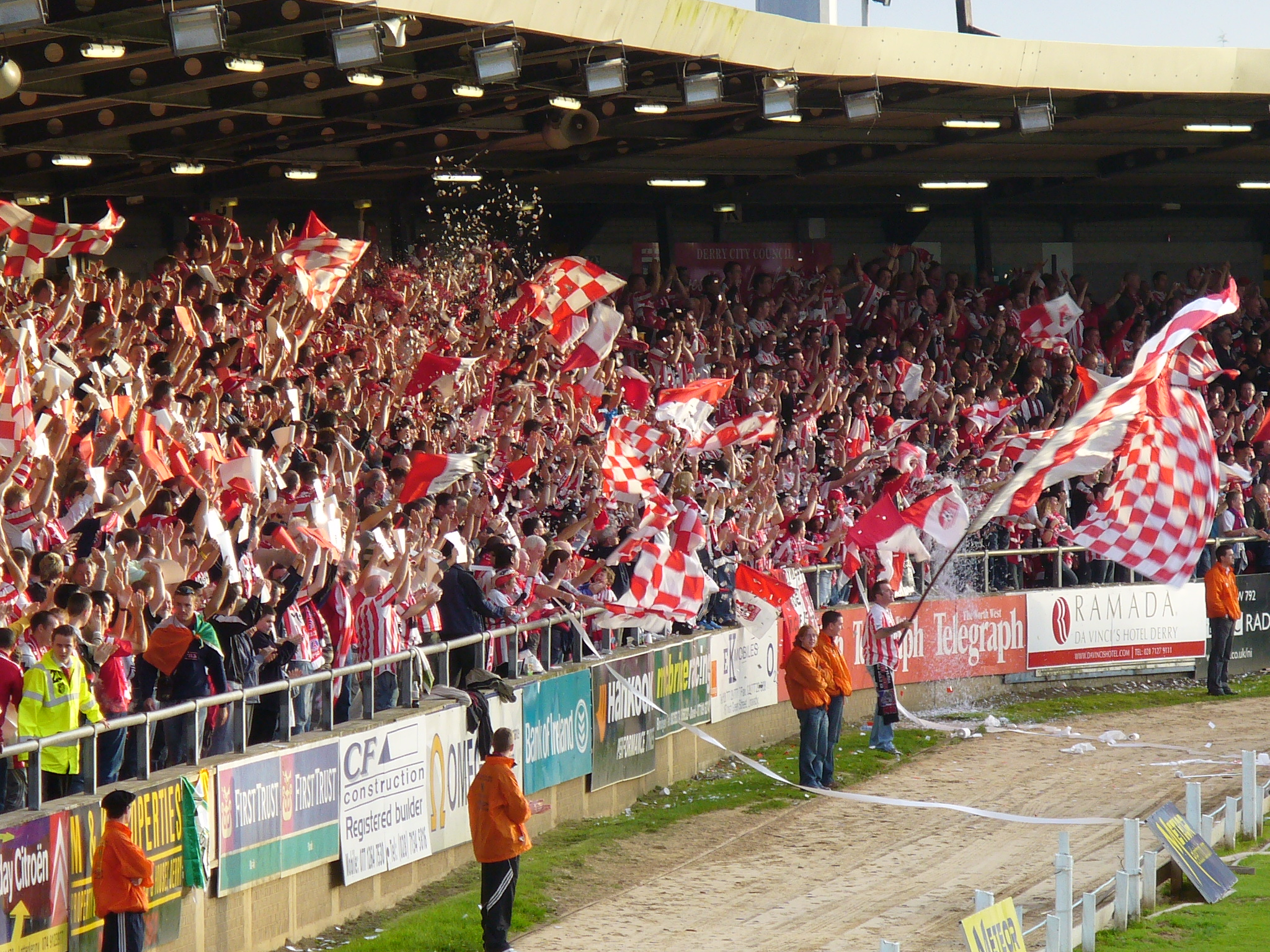
Aficionados del Derry City en el Brandywell

El equipo volvió a finalizar en segunda posición de la Liga en 2006 logrando además los títulos de la FAI Cup y de la Copa de la Liga. Gracias a estos triunfos el club volvió a clasificarse para la Setanta Cup de 2007 y para las rondas preliminares de la Liga de Campeones de la UEFA 2007-08. En 2007 el club fue invitado a unirse a la reestructurada FAI Premier Division.
A pesar de que Derry funcionó a nivel deportivo, en 2009 comenzó a atravesar dificultades económicas. Al finalizar la temporada de 2009, en noviembre de ese mismo año el equipo llegó a anunciar oficialmente su disolución, para ser refundado al año siguiente con un nuevo nombre. Sin embargo, en enero de 2010 una nueva directiva encabezada por Philip O'Doherty solicitó una plaza en la segunda categoría del fútbol irlandés como el Derry City original.

## Uniforme

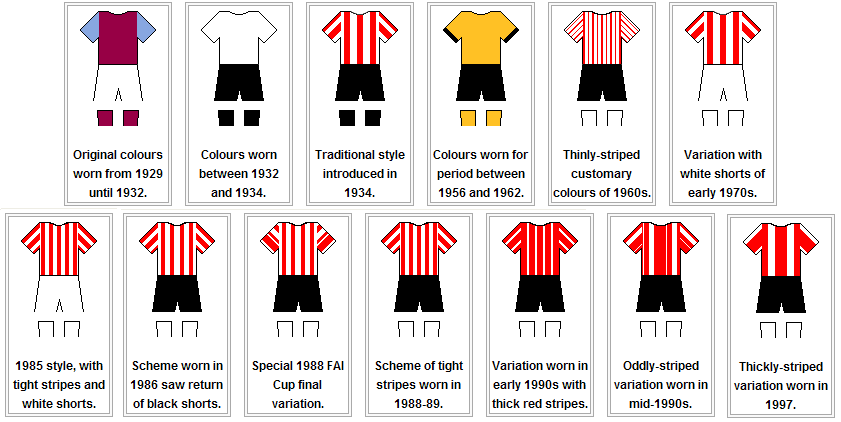
Uniformes utilizadas por el club desde su fundación

El Derry City vistió en su primera temporada (1929-30) camiseta granate y azul y pantalones blancos. Esta fue la vestimenta utilizada hasta 1932 cuando la camiseta blanca y pantalón negro fue adoptada. En 1934 se adoptó la tradicional camiseta de rayas rojas y blancas y pantalón negro de la que ha derivado el seudónimo de "candystripes". El uniforme derivó del utilizado por el Sheffield United,y en concreto del jugador Billy Gillespie, originario de la cercana Donegal y que defendió los colores del Sheffield United entre 1913 y 1932, capitaneando al equipo que venció la FA Cup de 1925 y representando en 25 ocasiones a la selección irlandesa. Cuando Gillespie dejó el Sheffield para ser jugador del Derry en 1932 el club decidió (dos años después) cambiar su uniforme en homenaje a la carrera deportiva de Gillespie en el Sheffield.
Desde entonces el club ha vestido la camiseta de rayas rojas y blancas salvo en el periodo comprendido entre 1956 y 1968 cuando vistió de amarillo y negro. Desde esa fecha las únicas modificaciones en la vestimenta del equipo han sido la mayor o menor anchura de las rayas rojas. Las medias inicialmente fueron de color negro pero en la actualidad son de color blanco salvo en aquellos partidos en que coinciden con el color de las del rival, en que pasan a ser rojas.
El equipo no llevó escudo durante los años en los que jugó en la Liga de Irlanda del Norte ni durante el primer año en la Liga de Irlanda. En cambio en el merchandising del club como banderas y gorras aparecía el escudo de armas de la ciudad. En dicho escudo aparecen los siguientes símbolos: Un esqueleto, un castillo con tres torres, la cruz roja de San Jorge y una espada. La espada y la cruz de San Jorge demuestran el vínculo existente entre la ciudad de Derry y la ciudad de Londres de hecho el nombre oficial de Derry bajo la legislación británica es el de Londonderry y la ciudad fue fundada por The Honourable The Irish Society, una compañía comercial de la ciudad de Londres. Se cree que el castillo simboliza una vieja construcción del clan Burke del año 1305, mientras que el esqueleto se cree que representa a un miembro del mismo clan que murió en las mazmorras del castillo en 1332. En el escudo se podía leer le expresión en latín "Vita, veritas, victoria", (vida, verdad y victoria)
En abril de 1986 el club organizó un concurso entre las escuelas locales para el diseño de un escudo. El ganador fue el diseñado por John Devlin estudiante del St. Columb's Collage y que fue presentado a la opinión pública en un partido amistoso en Brandywell que enfrentó al Derry con el Nottingham Forest. El escudo representaba una versión simplificada del puente Foyle inaugurado 18 meses antes, la tradicional camiseta de rayas rojas y blancas, el año de fundación del club y un balón de fútbol. El nombre del club estaba escrito con letra impact
Este escudo se mantuvo hasta el 15 de julio de 1997 cuando en un partido amistoso de pretemporada entre el Celtic de Glasgow y el Derry se presentó el actual escudo. El diseño recoge fundamentalmente las características rayas rojas y blancas. El escudo siempre ha ido situado sobre el corazón en las diversas camisetas utilizadas en los partidos en campo propio, mientras que en el uniforme actual utilizado en los partidos jugados fuera de Brandywell el escudo está situado más centrado.

## Estadio
El Derry City disputa sus partidos como local en el estadio municipal de Brandywell, situado en el suroeste de Bogside en el área de Brandywell en Derry. Comúnmente se le nombra de forma abreviada como "the Brandywell" y en el también se disputan carreras de galgos por lo que existe una pista oval en torno al terreno de juego. Tiene unas dimensiones aproximadas de 101 x 65 metros.
El propietario del terreno es el Ayuntamiento de Derry el cual permite utilizarlo al club debido a las condiciones de seguridad exigidas la capacidad del campo es de 2900 personas en competiciones UEFA. Aunque puede acoger hasta 7.700, en un partido de liga.
La conocida como "New Stand" (Nueva grada) fue construida en el año 1991 y se tiene previsto invertir un total de 12 millones de libras para aumentar la capacidad hasta los 8.000 espectadores (todos sentados) en el año 2010.
El primer encuentro del Derry en Brandywell tuvo lugar el 22 de agosto de 1929 frente al Glentoran y el partido finalizó con la derrota del Derry por 1-2. En 1933 el club se planteó la posibilidad de comprar el estadio de Bond situado en el Waterside, pero se decidió que no era buena idea dado que el estadio distaba mucho de la zona en la que el club tenía más seguidores. El club posteriormente tuvo la posibilidad de adquirir el antiguo campo del Derry Celtic, el Celtic Park, pero debido a que la directiva del club actuó de forma dubitativa la Gaelic Athletic Association terminó adquiriendo el campo.
Debido a los enfrentamientos entre nacionalistas y unionistas el campo de Brandywell no ha sido siempre el encargado de acoger los partidos del Derry como local. En 1970 y 1971 el Derry tuvo que jugar sus partidos frente al Linfield F.C en Estadio Windsor Park de Belfast, estadio del Linfield.
Desde septiembre de 1971 a octubre de 1972 el club se vio obligado a jugar sus partidos en Coleraine a 30 millas de Derry, dado que la policía consideraba la zona de Brandywell como poco segura para los seguidores de los equipos visitantes de mayoría unionista. Como resultado de ello el club abandonó la liga y durante 13 años tan sólo contó con categorías juveniles.

## Datos del club
Peter Hutton tiene el récord de partidos disputados con el club en la Liga de Irlanda con un total de 573 desde la temporada 1990-91. Paul Curran ocupa el segundo puesto en partidos jugados con el club con un total de 518 seguido de Sean Hargan con 408.
El máximo goleador de la historia del club es Jimmy Kelly que anotó 363 goles entre 1930 y 1951 Desde la entrada del club en la Liga de Irlanda el máximo goleador del club es Liam Coyle que marcó 112 goles entre 1988 y 2003.
El primer jugador en marcar un gol para el Derry fue Peter Burke el 22 de agosto de 1929 frente al Glentoran. Dos días después Sammy Curran tuvo el honor de ser el primer jugador en logar un hat trick con la camiseta del Derry. Barry McCreadie fue el primero en marcar en la Liga de Irlanda en partido jugado el 8 de septiembre de 1985 frente al Home Farm y que terminó con la victoria del Derry por 3-1. El primer triplete en la Liga de Irlanda lo logró Kevin Mahon frente al Finn Harps
el 15 de diciembre de 1985.
La mayor derrota en la Liga de Irlanda recibida por el Derry fue de 5-1 frente al Longford Town en enero de 1986. Mientras que la mayor victoria la logró contra el Galway United en octubre de 1986.
El club nunca ha descendido de categoría ni en la Liga de Irlanda del Norte ni en la Liga de Irlanda. Así mismo ostenta el récord de ser el equipo de la Liga de Irlanda que ha llegado más lejos en una competición de la UEFA, cuando venció al Gretna de Escocia en la temporada 2006-2007 y superó la segunda ronda de clasificación de la Copa de la UEFA.
El récord de asistencia a un partido disputado en Brandywell es de 9.800 espectadores y se logró el 23 de febrero de 1986 en la segunda ronda de la FAI Cup frente al Finn Harps. En la Liga de Irlanda una multitud de 12.000 espectadores acudieron en la temporada 1929-1930 a un partido frente al Linfield.

## Jugadores

### Números retirados
- 5 -  Ryan McBride
- 18 -  Mark Farren

## Entrenadores
- Joe McCleery (1929-1932)
- Billy Gillespie (1932-1940)
- Comité (1940-1942)
- Willie Ross (1942-1953)
- Comité (1953-1958)
- Tommy Houston (1958-1959)
- Matt Doherty (1959-1961)
- Willie Ross (1961-1968)
- Jimmy Hill (1968-1971)
- Doug Wood (1971-1972)
- Willie Ross (1972)
- Jim Crossan (1985)
- Noel King (1985-1987)
- Jim McLaughlin (1987-1991)
- Roy Coyle (1991-1993)
- Tony O'Doherty (1993-1994)
- Felix Healy (1994-1998)
- Kevin Mahon (1998-2003)
- Dermot Keely (2003)
- Gavin Dykes (2003-2004)
- Peter Hutton (2004)
- Stephen Kenny (2004-2006)[54]
- Pat Fenlon (2006-2007)[55]
- Peter Hutton (2007)
- John Robertson (2007)[56]
- Stephen Kenny (2007-2011)[57]
- Declan Devine (2012-2013)[58]
- Roddy Collins (2013-2014)[59]
- Peter Hutton (2014-2015)[60]
- Paul Hegarty (2015)[61]
- Kenny Shiels (2015-2018)[62]
- Declan Devine (2018-2021)[63]
- Ruaidhrí Higgins (2021-)

## Palmarés

### Torneos nacionales
- Liga de Irlanda (2): 1988-89, 1996-97
- Liga de Irlanda del Norte (1): 1964-65
- Copa de Irlanda (6): 1988-89, 1994-95, 2002, 2006, 2012, 2022[64]
- Copa de la Liga de Irlanda (11): 1988-89, 1990-91, 1991-92, 1993-94, 1999-00, 2005, 2006, 2007, 2008, 2011, 2018[65]
- Supercopa de Irlanda (1): 2023
- Copa de Irlanda del Norte (3): 1948-49, 1953-54, 1963-64
- Primera División de Irlanda (2): 1986-87, 2010
- Escudo de la Primera División de Irlanda (1): 1985-86
- City Cup de Irlanda del Norte (2): 1934-35, 1936-37
- Gold Cup de Irlanda del Norte: (1): 1963-64
- Top Four Cup de Irlanda del Norte (1): 1965-66
- Liga Intermedia de Irlanda del Norte (2): 1979-80, 1983-84

### Torneos regionales
- North West Senior Cup (14): 1931-32, 1932-33, 1933-34, 1934-35, 1936-37, 1938-39, 1953-54, 1959-60, 1961-62, 1962-63, 1963-64, 1965-66, 1968-69, 1970-71

## Participación en competiciones de la UEFA
| Temporada | Torneo                        | Ronda             | Club                | Casa       | Visita | Global      |
| --------- | ----------------------------- | ----------------- | ------------------- | ---------- | ------ | ----------- |
| 1964–65   | European Cup Winners' Cup     | 1                 | Steaua București    | 0–2        | 0–3    | 0–5         |
| 1965–66   | European Cup                  | Preliminar        | Lyn Oslo            | 3–5        | 5–1    | 8–6         |
| 1965–66   | European Cup                  | 1                 | Anderlecht          | w/o        | 0–9    | 0–9         |
| 1988–89   | European Cup Winners' Cup     | 1                 | Cardiff City        | 0–0        | 0–4    | 0–4         |
| 1989–90   | European Cup                  | 1                 | Benfica             | 1–2        | 0–4    | 1–6         |
| 1990–91   | UEFA Cup                      | 1                 | Vitesse             | 0–1        | 0–0    | 0–1         |
| 1992–93   | UEFA Cup                      | 1                 | Vitesse             | 0–3        | 1–2    | 1–5         |
| 1995–96   | UEFA Cup Winners' Cup         | 1                 | Lokomotiv Sofia     | 1–0        | 0–2    | 1–2         |
| 1997–98   | UEFA Champions League         | 1° Clasificatoria | Maribor             | 0–2        | 0–1    | 0–3         |
| 2003–04   | UEFA Cup                      | Clasificatoria    | APOEL               | 0–3        | 1–2    | 1–5         |
| 2006–07   | UEFA Cup                      | 1° Clasificatoria | IFK Göteborg        | 1–0        | 1–0    | 2–0         |
| 2006–07   | UEFA Cup                      | 2° Clasificatoria | Gretna              | 2–2        | 5–1    | 7–3         |
| 2006–07   | UEFA Cup                      | 1                 | PSG                 | 0–0        | 0–2    | 0–2         |
| 2007–08   | UEFA Champions League         | 1° Clasificatoria | Pyunik              | 0–0        | 0–2    | 0–2         |
| 2009–10   | UEFA Europa League            | 2° Clasificatoria | Skonto              | 1–0        | 1–1    | 2–1         |
| 2009–10   | UEFA Europa League            | 3° Clasificatoria | CSKA Sofia          | 1–1        | 0–1    | 1–2         |
| 2013–14   | UEFA Europa League            | 2° Clasificatoria | Trabzonspor         | 0–3        | 2–4    | 2–7         |
| 2014–15   | UEFA Europa League            | 1° Clasificatoria | Aberystwyth Town    | 4–0        | 5–0    | 9–0         |
| 2014–15   | UEFA Europa League            | 2° Clasificatoria | Shakhtyor Soligorsk | 0–1        | 1–5    | 1–6         |
| 2017–18   | UEFA Europa League            | 1° Clasificatoria | Midtjylland         | 1–4        | 1–6    | 2–10        |
| 2018–19   | UEFA Europa League            | 1° Clasificatoria | Dinamo Minsk        | 0–2        | 2–1    | 2–3         |
| 2020–21   | UEFA Europa League            | 1° Clasificatoria | Riteriai            | N/A        | 2–3    | N/A         |
| 2022–23   | UEFA Europa Conference League | 1° Clasificatoria | Riga FC             | 0–2        | 0–2    | 0–4         |
| 2023–24   | UEFA Europa Conference League | 1° Clasificatoria | HB Tórshavn         | 1–0        | 0–0    | 1–0         |
| 2023–24   | UEFA Europa Conference League | 2° Clasificatoria | KuPS                | 2−1        | 3−3    | 5−4         |
| 2023–24   | UEFA Europa Conference League | 3° Clasificatoria | Tobol               | 1−0        | 0–1    | 1−1 (5–6 p) |
| 2022–23   | UEFA Europa Conference League | 1° Clasificatoria | FC Bruno's Magpies  | 2-1 (t.e.) | 0–2    | 2-3         |

## Afición
Para lo que es común en la Liga Irlandesa el Derry tiene una relativamente gran masa de aficionados. De hecho el club es considerado como uno de los más fuertemente apoyados de la Liga, y tras el ingreso del club en la Liga Irlandesa multitudes de 10 000 espectadores se dieron cita en Brandywell para asistir al regreso de los partidos de profesionales al estadio. El número de espectadores medio en los partidos que el Derry disputó en Brandywell en la temporada 2006 fue de 3.127, el más elevado de toda la Liga. La mayor asistencia de la temporada se dio en el último partido de Liga frente al Cork City F.C, cuando un total de 6.080 espectadores asistieron a la victoria del Derry por 1-0 En competiciones europeas el apoyo de la afición también es reseñable, por ejemplo 3.000 aficionados se desplazaron a Motherwell en Escocia para asistir a la victoria de su club frente al Gretna en la Copa de la UEFA., y cerca de 2.000 acudieron a París para ver al Derry enfrentarse al Paris Saint-Germain. En los partidos disputados en Brandywell algunos espectadores que carecen de entrada suelen situarse en la colina sobra la que se asienta el cementerio de Creggan para poder ver el partido, mientras que otros alquilan autobuses de dos pisos que aparcan fuera del estadio para poder ver de esa manera algo de lo que sucede en el terreno de juego. El club es conocido por su espíritu comunitario, y los aficionados han desempeñado un papel fundamental en la supervivencia y en los éxitos del club. Cuando las deudas estuvieron a punto de suponer la desaparición del club, la comunidad respondió en masa apoyándolo y salvándolo de la bancarrota. Durante la exitosa temporada de 2006 el capitán Peter Hutton dijo:
"El Derry City F.C no pertenece a nadie salvo a la gente de Derry. Hace 5 o 6 años cuando el club estaba a punto de claudicar bajo la amenaza de la bancarrota, no hubo ningún millonario que salvara el club. Fue la gente de ciudad la que salvó el club. Gente corriente que fue casa por casa recogiendo donativos para mantener al club con vida. Por eso cada pequeño éxito del club se les debe a ellos".
Los aficionados del Derry provienen en su mayoría de la de la comunidad nacionalista irlandesa de Derry. La conexión es principalmente geográfica pero también social, cultural e histórica. El club tiene una minoría de seguidores de origen protestante, pero los unionistas consideran al club como un símbolo del catolicismo nacionalista irlandés.

La adhesión del club a la Liga de Irlanda ha aumentado dicha percepción, y en alguna ocasión hooligans de origen protestante han atacado a los autobuses de aficionados que volvían de ver a su equipo al otro lado de la frontera.